# دريشكورن
دريشكورن (بالإنجليزية: Dreieckhorn)‏ هو أحد جبال سلسلة جبال الألب البرنية وجزء من القمة الأم ألتسشورن يقع في كانتون فاليز، سويسرا. يبلغ ارتفاع الجبل حوالي 3811 متر، بينما يبلغ ارتفاع نتوء الجبل 188 متر.